# Bolsjojbaletten

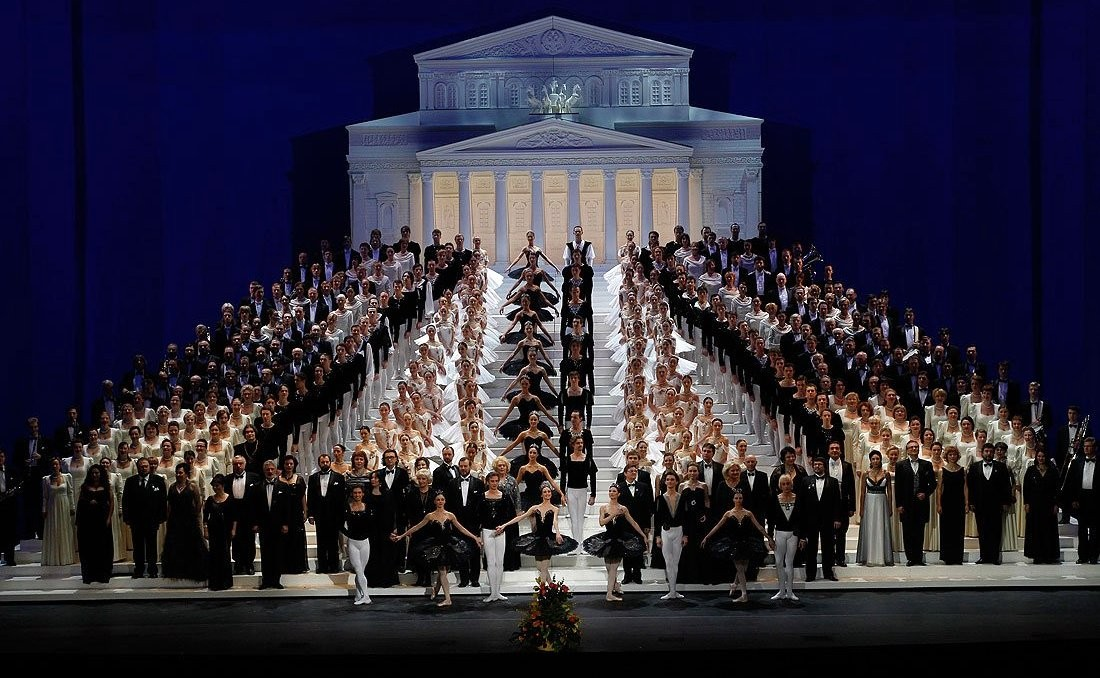
Bolsjojbaletten 2011.

Bolsjojbaletten är en balettensemble som utför klassisk rysk balett på Bolsjojteatern i Moskva.
Den grundades som en dansskola för ett barnhem i Moskva 1733. Den är känd för att vara Rysslands främsta balettrupp och även för att vara den första truppen som framförde verket Svansjön.